# Staniczki
Staniczki (ros. Станички) – wieś (ros. деревня, trb. dieriewnia) w zachodniej Rosji, w osiedlu wiejskim Prigorskoje rejonu smoleńskiego w obwodzie smoleńskim.

## Geografia
Miejscowość położona jest przy drodze federalnej R120 (Orzeł – Briańsk – Smoleńsk – Witebsk), 16 km od drogi magistralnej M1 «Białoruś», 8 km od centrum administracyjnego osiedla wiejskiego (Prigorskoje), 6,5 km od Smoleńska, 9,5 km od najbliższego przystanku kolejowego (Dacznaja I).
W granicach miejscowości znajdują się ulice: Brianskaja, Centralnaja, Cwietocznaja, Czistoprudnaja, Dubrawnaja, Gławnaja, Jabłoniewaja, Ługowaja, Miłowidowskaja, Mołodiożnaja, Nowaja, Polewaja, Raboczaja, Sadowaja, Siewiernaja, Sirieniewaja, Smolenskaja, Sołniecznaja, Stroitielej, Szossiejnaja, Wiesienniaja, Wiszniewaja, Witiebskaja,.

## Demografia
W 2010 r. miejscowość zamieszkiwało 138 osób.

## Historia
W czasie II wojny światowej od lipca 1941 roku dieriewnia była okupowana przez hitlerowców. Wyzwolenie nastąpiło we wrześniu 1943 roku.